# Gao Yang (Kugelstoßerin)
Gao Yang (chinesisch 高 陽 / 高 阳, Pinyin Gāo Yáng; * 1. März 1993) ist eine chinesische Leichtathletin, die sich auf das Kugelstoßen spezialisiert hat.

## Sportliche Laufbahn
2012 gewann sie bei den Juniorenweltmeisterschaften in Barcelona mit 16,57 m die Silbermedaille und 2013 bei den Asienmeisterschaften in Pune mit 17,76 m die Bronzemedaille. Zwei Jahre später gewann sie bei den Asienmeisterschaften in Wuhan die Silbermedaille hinter ihrer Landsfrau Guo Tianqian und wurde bei den Weltmeisterschaften in Peking mit 19,04 m im Finale Fünfte. 2016 qualifizierte sie sich für die Hallenweltmeisterschaften in Portland und belegte dort mit 17,67 m den achten Platz. Sie nahm auch an den Olympischen Spielen in Rio de Janeiro teil und schied dort mit  16,17 m in der Qualifikation aus. 2017 nahm sie an den Weltmeisterschaften in London teil und erreichte dort im Finale erneut den fünften Platz. 2018 qualifizierte sie sich erneut für die Hallenweltmeisterschaften in Birmingham, bei denen sie mit neuer Hallenbestleistung von 18,77 m Vierte wurde. Ende August gewann sie bei den Asienspielen in Jakarta mit 17,64 m hinter ihrer Landsfrau Gong Lijiao die Silbermedaille. Im Jahr darauf startete sie bei den Militärweltspielen in Wuhan und gewann dort mit 17,85 m die Silbermedaille hinter der Polin Paulina Guba. 2021 erreichte sie dann bei den Olympischen Spielen in Tokio das Finale und wurde dort mit 18,67 m Zehnte.
2020 wurde Gao chinesische Meisterin im Kugelstoßen. Sie absolvierte ein Studium für Sportwissenschaften an der Pädagogischen Universität Peking.

## Persönliche Bestleistungen
- Kugelstoßen: 19,20 m, 20. Juli 2016 in Neubrandenburg
  - Kugelstoßen (Halle): 18,77 m, 2. März 2018 in Birmingham